# Arecals
Les arecals (Arecales) són un ordre de plantes angiospermes. L'actual sistema APG IV de classificació de les angiospermes situa aquest ordre dins del clade de les commelínides, un subclade de les monocotiledònies, i s'hi inclouen dues famílies amb unes 2.600 espècies agrupades en uns 190 gèneres.

## Taxonomia
Aquest ordre va ser publicat per primer cop l'any 1840 a la revista The Magazine of natural history pel naturalista irlandès Edward Ffrench Bromhead (1789 - 1855).

### Famílies
A la classificació del vigent sistema APG IV (2016), dins de l'ordre de les arecals hi ha les dues famílies següents:
- Dasypogonaceae Dumort. — dasipogonàcies
- Arecaceae Bercht. & J.Presl — arecàcies

### Sinònims
Els següents noms científics són sinònims d'Arecales:
- Cocosales Nakai
- Dasypogonales Doweld

## Història Taxonòmica
La primera versió del sistema de classificació APG (1998) va reconèixer l'ordre de les arecals dins del clade de les commelínides, llavors anomenat "commelinoids", un subclade de les monocotiledònies, i com a monotípic, amb una única família, la de les arecàcies. A la segona versió, APG II (2003) es va mantenir la mateixa situació. A la tercera versió, APG III (2009), l'únic canvi és que el terme "commelinids" desplaça l'antic de "commelinoids". A la quarta versió, APG IV (2016), s'hi va afegir la família de les dasipogonàcies, en base als estudis filogenètics que van demostrar amb un alt grau de fiabilitat la seva relació amb les arecàcies.
En l'antic sistema Cronquist (1981) l'ordre de les arecals era monotípic, només incloïa la família de les ericàcies, i es trobava dins de la subclasse les Arecidae de la classe Liliopsida. No reconeixia la família de les dasipogonàcies i el gènere Dasypogon era dins la família de les Xanthorrhoeaceae. (Avui dia el gènere Xanthorrhoea es troba dins la família de les asfodelàcies.)